# Strzelec Opolski
"Strzelec Opolski" – polski lokalny tygodnik wydawany od 1998 roku w Strzelcach Opolskich. Redaktorem naczelnym jest Beata Kowalczyk, w skład redakcji wchodzą lub wchodzili także: Karol Cebula (do 2019, wydawca oraz autor cotygodniowych felietonów), Elżbieta Jacheć, Justyna Kubik (Lehun), Romuald Kubik, Agnieszka Pospiszyl, Urszula Janda, Martyna Mirek, Piotr Warner.
Pierwszy numer został wydany 1 października 1998. Początkowo periodyk ukazywał się jako dwutygodnik, później - tygodnik. Redaktorami naczelnymi byli: Edward Pochroń, Adam Pochroń, Henryk Pawłowski.